# Æthelred I của Wessex
Æthelred hay còn được phát âm là Ethelred (tiếng Anh cổ: Æthel-ræd, n.đ. 'Noble counsel') là vua của Wessex cai trị từ năm 865 cho đến khi qua đời vào năm 871.

## Thông tin chung
Ông là người con thứ tư trong số năm các con trai của vua Æthelwulf , bốn người trong số họ lần lượt trở thành vua. Æthelred kế vị anh trai của mình Æthelberht và được tiếp nối bởi người em út của mình, Alfred Đại đế . Æthelred có tất cả hai con trai, Æthelhelm và Æthelwold, nhưng những người vẫn được kế vị vương quyền sau cái chết của ông do hai người con vẫn còn nhỏ. Sau khi Edward lên ngôi , Æthelwold tranh chấp ngai vàng với anh ta không thành công.
Triều đại của Æthelred rất quan trọng. Wessex và Mercia là đồng minh thân thiết khi ông trở thành vua, và ông đã đưa liên minh đi xa hơn bằng cách áp dụng thiết kế Mercian Lunettes, do đó lần đầu tiên tạo ra một thiết kế đúc tiền thống nhất cho miền nam nước Anh. Việc thiết kế chung đã báo trước việc thống nhất của nước Anh trong sáu mươi năm sau và cuộc cải cách đúc tiền của triều đại Edgar I trong một thế kỷ sau đó.